# Dossche Sport
Dossche Sport was een Belgische wielerploeg gesponsord door het merk van fietsen Dossche van oud-wielrenner Aimé Dossche. De fietsenhandel Dossche Sport uit Gent sponsorde de ploeg van 1932 tot 1966.
Sleutelfiguur en ploegleider waren naast Aimé Dossche onder meer Alfred Hamerlinck en Frans Theugels.
In 1955 werd een cosponsor mee in de naam opgenomen: Dossche Sport-Titan. Van 1960 tot 1962 droeg de ploeg de naam Dr. Mann-Dossche Sport.

## Wielrenners
- Aimé Dossche van 1932 tot 1933
- Lucien Buysse in 1933 (deel)
- Raymond De Corte in 1934
- Albert Billiet in 1934
- Gerrit van de Ruit in 1935
- Frans Alexander in 1937
- Marcel Claeys in 1937
- Janus Hellemons van 1937 tot 1939
- Albert Sercu in 1946 (deel)
- Roger De Corte in 1946 en in 1959
- Albert Beirnaert van 1946 tot 1950
- Gerard Buyl van 1947 tot 1960 (gedeeltelijk)
- Robert Van Eenaeme in 1949
- René Adriaenssens van 1950 tot 1954
- Jan Adriaensens in 1954
- Isidoor De Ryck in 1955
- Marcel Rijckaert van 1956 tot 1959
- Léon De Lathouwer in 1957 (deel)
- Leopold Schaeken in 1958
- Jan Hijzelendoorn jr. in 1958 (deel)
- Leopold Schaeken in 1958 (deel)
- Peter Post in 1958 (deel)
- Jos Theuns in 1958 (deel)
- Roger Decock in 1960
- Raymond Vrancken in 1960
- Clement Leemans in 1960
- Eddy Pauwels van 1960 tot 1962
- Leon Vandaele in 1961
- Marcel Janssens in 1962
- Piet Oellibrandt in 1963 (deel)
- Leo Knops in 1963 (deel)
- Lex van Kreuningen in 1963 (deel)
- Leo Coehorst in 1965 (deel)
- Jacques van der Klundert in 1966 (deel)